# Achille Lega
Achille Lega (Brisighella, 21 aprile 1899 – Firenze, 28 gennaio 1934) è stato un pittore italiano.

## Biografia
Era il primo dei tre figli di Giovanni Battista Lega, di origini nobili, così come la madre, Giuseppina Baldi Papini, romagnole il padre e pistoiesi la madre.
Tra il 1914 e il 1915, durante un soggiorno a Pistoia, ricevette i primi rudimenti della xilografia e collaborò con La Tempra. 
Le sue opere furono esposte alla Biennale di Venezia dal 1928 al 1934; nel 1931 fu poi tra i partecipanti della I Quadriennale d'arte nazionale tenutasi al Palazzo delle Esposizioni di Roma. Nel 1932 ottenne la medaglia e il diploma dal ministero dell'Educazione nazionale all'Esposizione nazionale dell'incisione a Firenze e il premio Rimini alla I Esposizione d'arte romagnola di Rimini. 
Morì a Firenze il 28 gennaio 1934.